# Véhicule électrique en Pologne

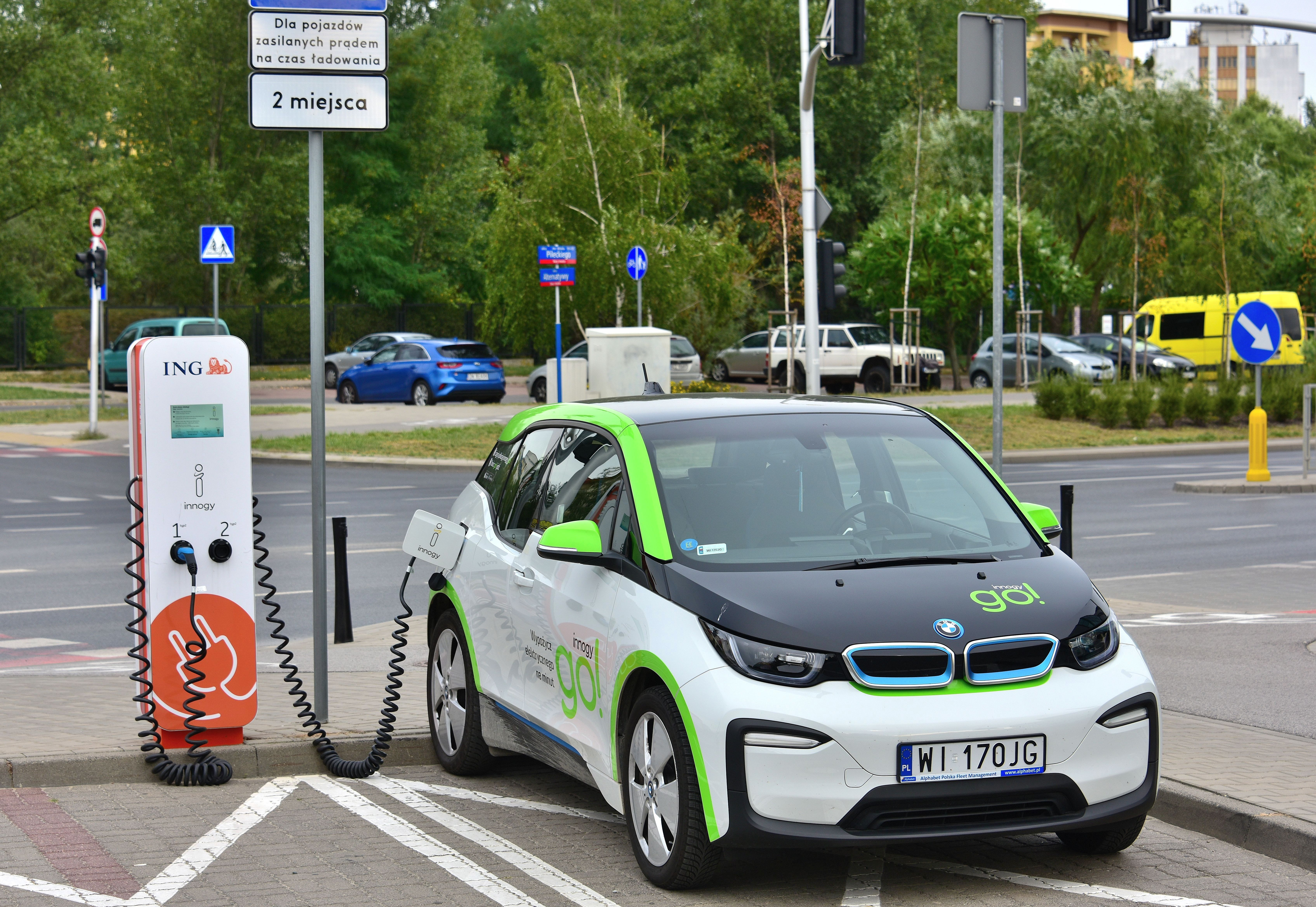
Rechargement d'un véhicule électrique en Pologne (2019).

Le véhicule électrique en Pologne connait un développement rapide.

## Statistiques
En juin 2022, le pays compte 23 698 véhicules électriques et 25 185 véhicules hybrides rechargeables.
En 2022, la Ford Mustang Mach-E est le véhicule électrique le mieux vendu en Pologne.

## Bornes de recharge
En avril 2022, on comptait 2 166 stations de recharge publiques en Pologne.

## Fabrication
La première usine de fabrication de véhicules électriques en Pologne ouvre à Jaworzno en 2024.

## Opinion publique
Dans un sondage réalisé en 2022 par Santander Consumer Multirent, 23 % des personnes interrogées se déclarent favorables à ce que les constructeurs automobiles produisent uniquement des véhicules électriques, 47 % s'y opposaient et 29 % n'avaient pas d'opinion.